# آنتردموس
آنتردموس (نام علمی: Antrodemus) یک سرده از دایناسورهای گوشت‌خوار ددپا است که در دوره ژوراسیک بومی آمریکای شمالی بود. این سرده شامل یک گونه با نام آنتردموس والنس می‌شود. سنگوارههای یافت شده از آنتردموس شامل چند مهره دم است که بر اساس این بقایا این جانور در سال ۱۸۷۰ توسط جوزف لیدی دیرینه‌شناس آمریکایی توصیف شد. وی نخست آنتردموس را به عنوان یک گونه از دایناسورهای پوکیلوپلورون طبقه‌بندی کرد اما در سال ۱۸۷۳ نظر خود را تغییر داد و آنتردموس را یک سرده مستقل در نظر گرفت. از دهه ۱۹۲۰ به مدت نیم قرن آلوسور را همان آنتردموس در نظر می‌گرفتند اما هم‌اکنون آنتردموس به عنوان یک سرده نامعتبر و با ماهیت نامعلوم شناخته می‌شود.